# Кашин, Александр Афанасьевич
Александр Афанасьевич Ка́шин — советский боксёр. Мастер спорта СССР международного класса по боксу.

## Карьера
Многократный чемпион г. Москвы по боксу (1974-г. - 1984-г.), многократный победитель всесоюзных и международных турниров по боксу (с конца 1970-х до середины 1980-х годов). Многократный призер чемпионатов СССР. Начал тренироваться в возрасте 15-ти лет (1974-г). Вице президент союза ветеранов бокса г. Москвы Архивная копия от 23 сентября 2018 на Wayback Machine. Тренировался у Салбона Цибикова (Бурятия, тренер по боксу 1-й категории), Владимира Александровича Лопатникова (заслуженный тренер Казахстана по боксу), Валерия Петровича Фролова (заслуженный мастер спорта по боксу). Победитель международных турниров с 1981-г по 1984-г в г. Рига, Латвийская ССР; Будапешт, Венгрия (Турнир имени Ласло Паппа); Мюнхен, Германия; Берлин, Германия и др.

## Результаты
| Год  | Статус                                              | Место/призы | Вес. кат. |
| ---- | --------------------------------------------------- | ----------- | --------- |
| 1974 | Открытое первенство республики Бурятия среди юношей | 1-е место   | 66-70 кг. |
| 1974 | Первенство республики Бурятия среди юношей          | 1-е место   | 66-70 кг. |
| 1974 | Зональный чемпионат РСФСР                           | 1-е место   | 66-70 кг. |
| 1974 | Чемпионат Москвы среди юношей                       | 1-е место   | 70-74 кг. |
| 1975 | Чемпионат Москвы среди старших юношей               | 1-е место   | 70-74 кг. |
| 1975 | Чемпионат СССР среди юношей                         | 3-е место   | 74-80 кг. |
| 1977 | Вторые молодежные игры по боксу г. Москвы           | 1-е место   | 71-75 кг. |
| 1977 | Всероссийское первенство общества "Труд"            | 1-е место   | 71-75 кг. |
| 1978 | Чемпионат г.Москвы                                  | 1-е место   | 71-75 кг. |
| 1979 | Всероссийский чемпионат общества "Труд"             | 1-е место   | 71-75 кг. |
| 1979 | Кубок СССР (в составе сборной общества "Труд")      | 3-е место   | 71-75 кг. |
| 1980 | Всесоюзный турнир на приз кубка "Королёва"          | 1-е место   | 71-75 кг. |
| 1980 | Международдный турни "Байкал-80"                    | 1-е место   | 71-75 кг. |
| 1981 | Чемпионат г. Москвы                                 | 1-е место   | 71-75 кг. |
| 1981 | Чемпионат СССР                                      | 3-е место   | 71-75 кг. |
| 1982 | Чемпионат г. Москвы                                 | 1-е место   | 71-75 кг. |
| 1982 | Чемпионат Профсоюзов СССР                           | 2-е место   | 71-75 кг. |
| 1982 | Чемпионат Всесоюзного Общества "Спартак"            | 1-е место   | 71-75 кг. |
| 1983 | Чемпионат г. Москвы                                 | 3-место     | 71-75 кг. |
| 1984 | Чемпионат г. Москвы                                 | 1-е место   | 81-91 кг. |

## Фото

Выступления и победы
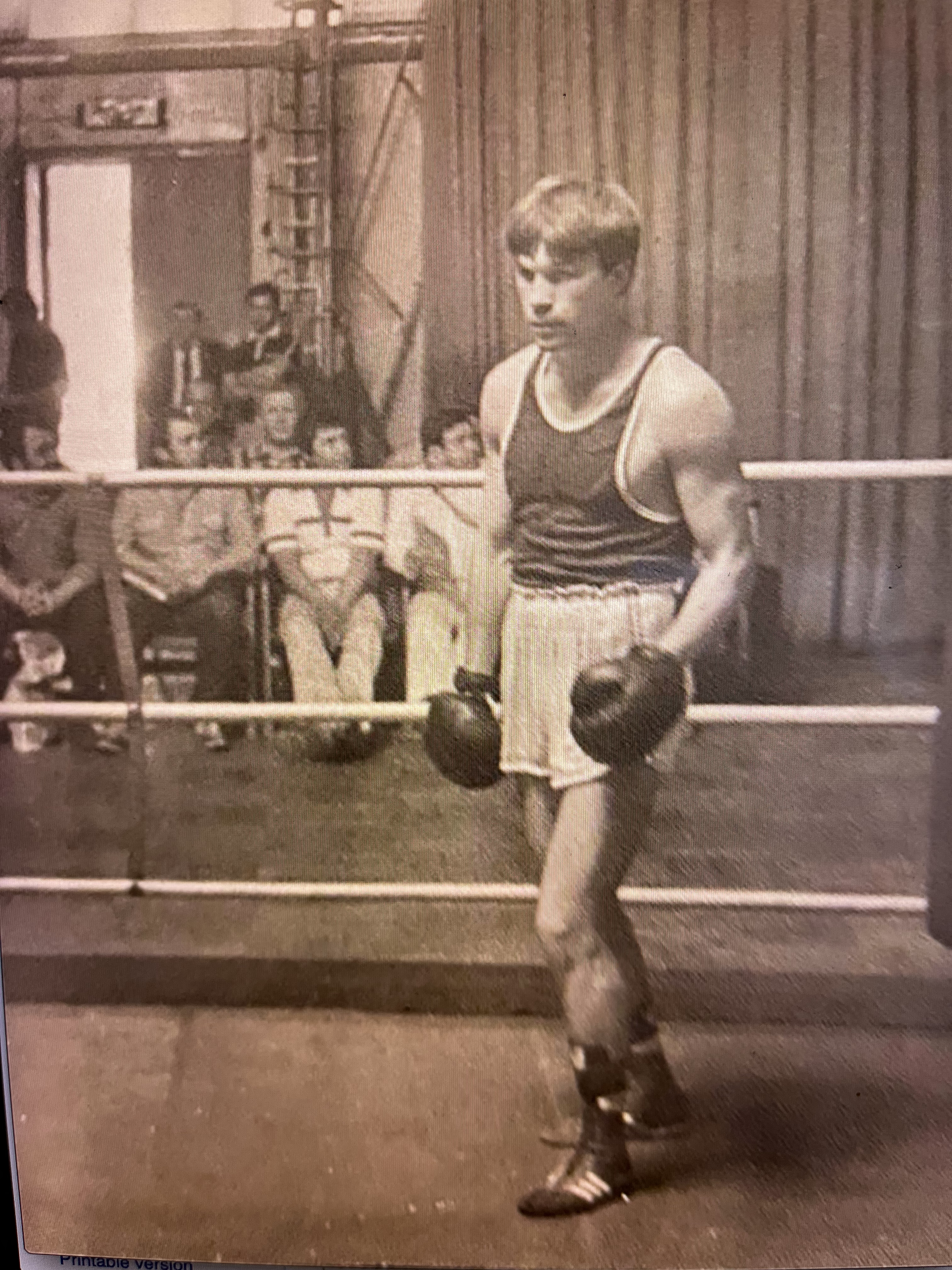
Выступление на Чемпионате Москвы по Боксу в 1978-1984гг.
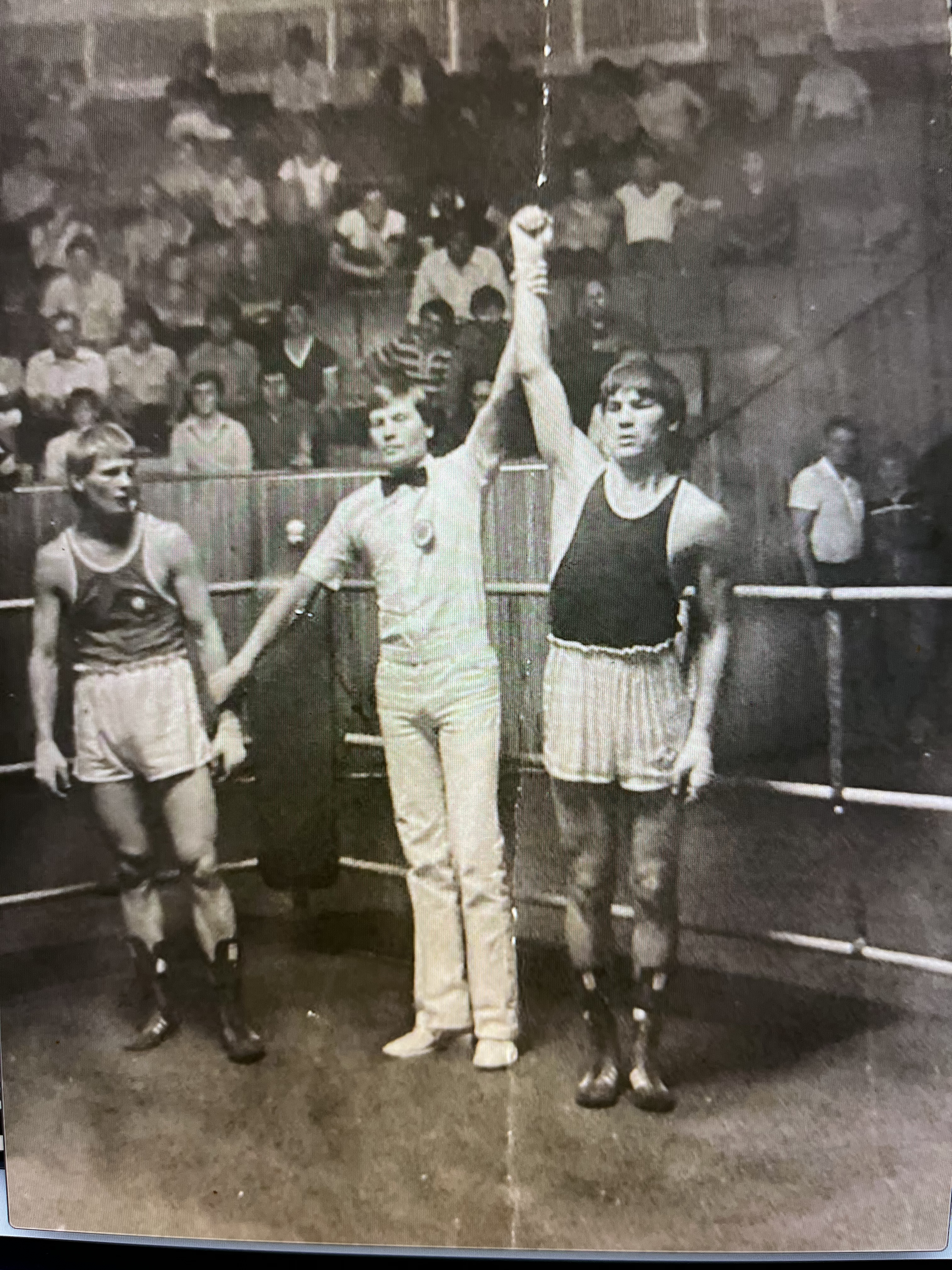
Александр Кашин одерживает победу на Чемпионате Москвы по Боксу в 1978-1984гг.
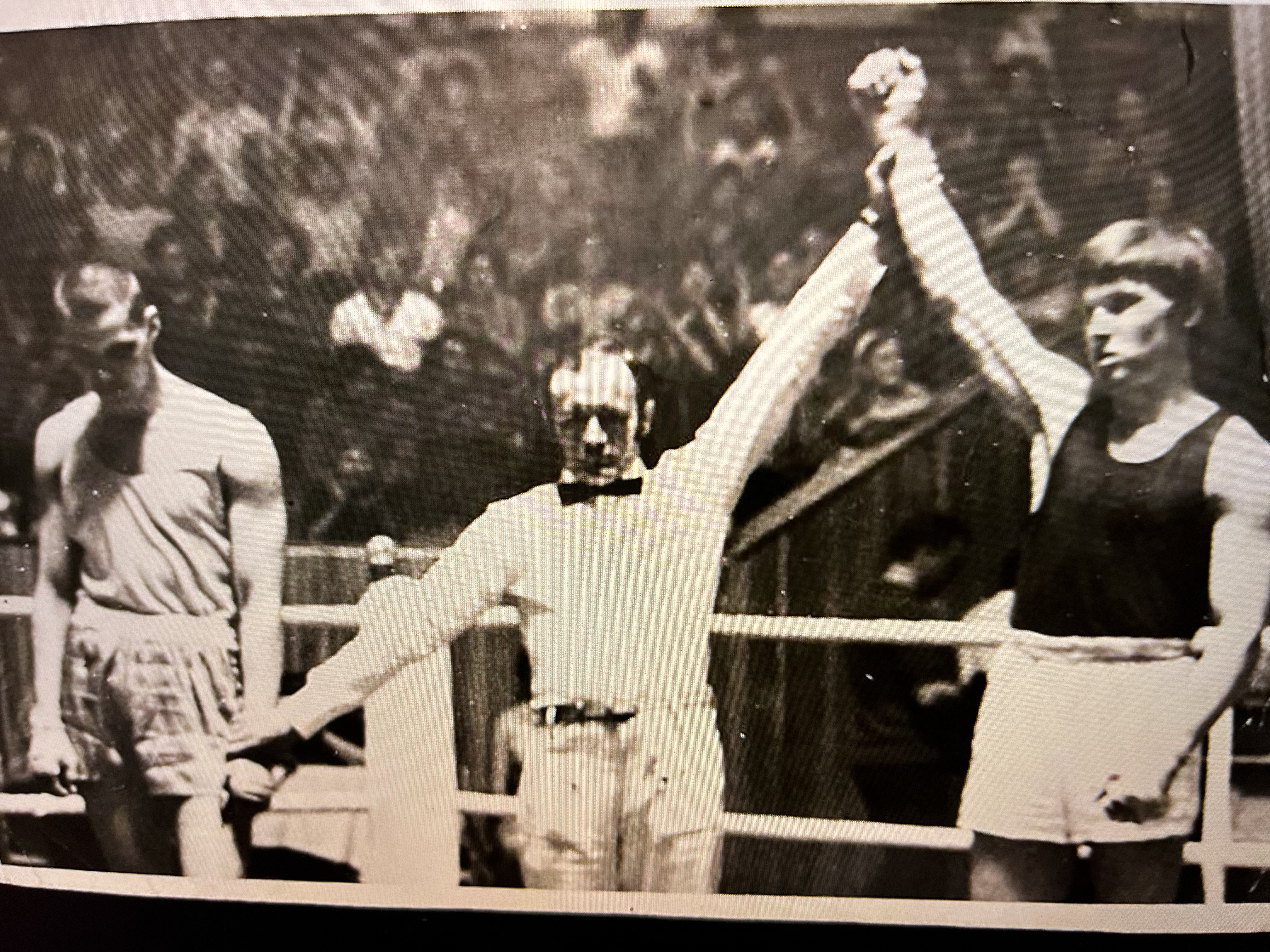
Александр Кашин выигрывает Чемпионат Москвы по Боксу в 1978-1984гг.
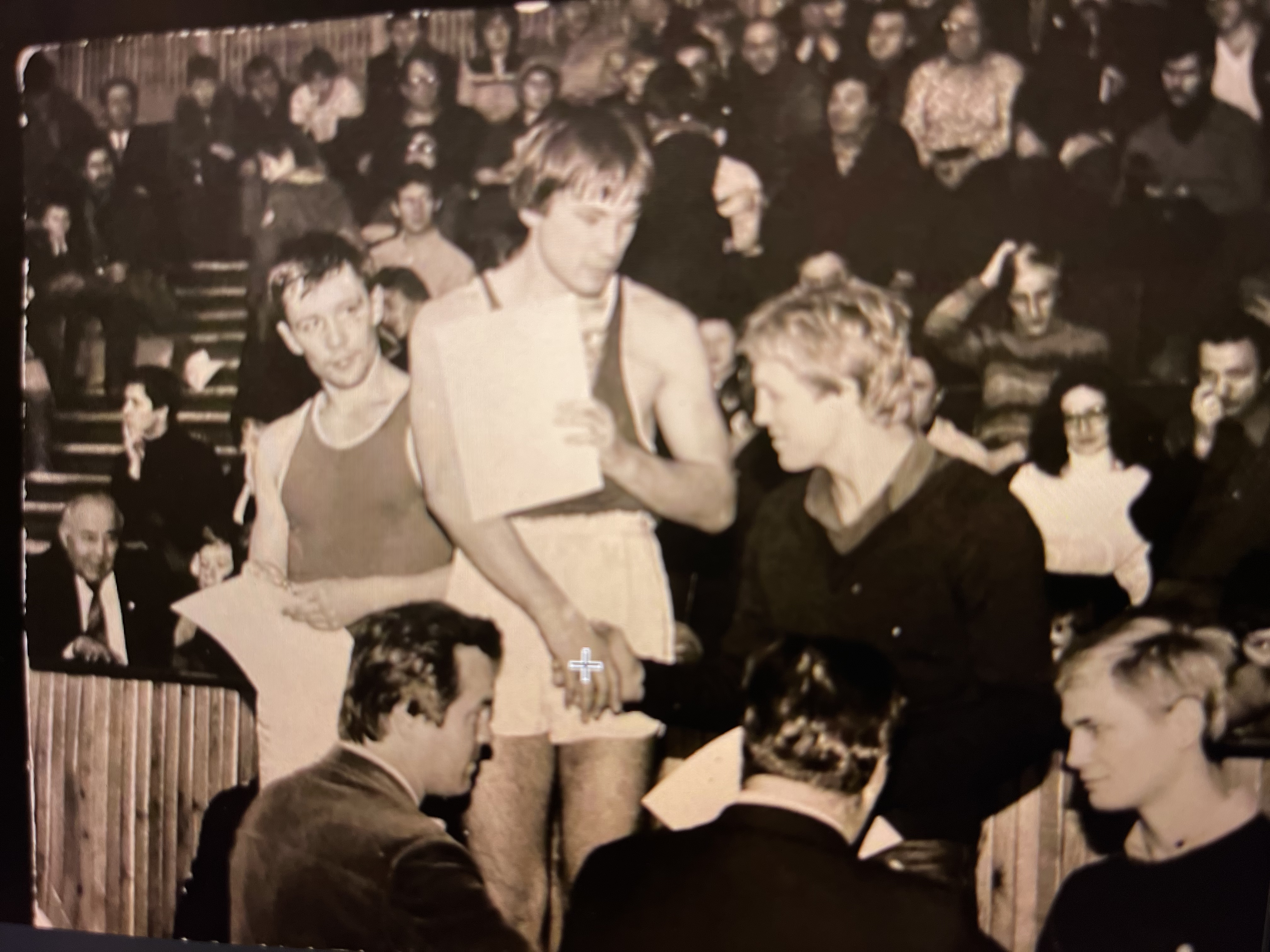
Александр Кашин выигрывает Чемпионат Москвы по Боксу 1978-1984гг.

Ветераны бокса города Москвы Архивная копия от 23 сентября 2018 на Wayback Machine